# Хришћани апостола Томе
Хришћани апостола Томе, или Хришћани Светог Томе или Сиријски хришћани Индије, етнорелигијска су заједница индијских хришћана у држави Керала (Малабарска обала), који се углавном служе источносиријским и западносиријским литургијским обредима. Своје поријекло воде од евангелистичке дјелатности апостола Томе у 1. вијеку. Хришћани апостола Томе су историјски били дио јерархије Цркве Истока, али су сада подијељени на неколико различитих источнокатоличких, древноисточно православних, протестантских и независних тијела, свако са својим литургијама и традицијама. Етнички су Малајали, а матерњи језик им је малајалски. Назарећани (Насрани) сиријски је израз за хришћани, који су били међу првим преобраћеницима у хришћанство на Блиском истоку.
Историјски гледано, ову заједницу је у 8. вијеку организовао патријарх Тимотеј I (780—823) као провинцију Индија Цркве Истока, у којој су служили епископи и мјесни династички архиђакон. Црква Истока је у 14. вијеку због прогона под Темерланом изгубила дотадашњу јурисдикцију и остала је само на Блиском истоку.
Португалске колонијалне претходнице за постављање Хришћана апостола Томе под Римокатоличку цркву, којој је управљао њихов систем падроадо у 16. вијеку, довеле су до првог од неколико раскола у заједници. Покушаји Португалаца кулминирали су Дијамперским синодом, којим су се формално потчинили португалском падроаду и принудно увели римски обред богослужења. Португалско угњетавање изазвало је насилан отпор међу Хришћанима апостола Томе, који је дошао до изражаја у протесту заклетвом на богослужбеном крсту 1653. године. То је довело до трајног раскола међу Хришћанима апостола Томе, што је довело до образовања фракције путенкур или путенкутукар („нова оданост”) и палајакур или пажајакур („стара оданост”). Преобраћеници у римску вјеру зову се палајакур, док су они који су остали чврсти у својој старој сиријској вјери су путенкур. Палајакур обухвата данашњу Сиромалабарску цркву и Халдејску сиријску цркву, која настављају да користе литургију источносиријског обреда. Скупина путенкур, која је наставила да пружа отпор католичким мисионарима, организовала се као независна Маланкарска црква и ушла у нову заједницу са Сиријском јаковитском црквом, наслиједивши од ње западносиријски обред.
Халдејска сиријска црква са сједиштем у Трисуру представља наставак традиционалне цркве Хришћана апостола Томе у Индији. Она представља индијску архиепископију Асирске цркве Истока, која је једна од насљедница Цркве Истока. Били су мањинска фракција унутар фракције палајкур, која се придружила Цркви Истока 1870-их.
Источнокатоличка фракција је у пуној заједници са Светом столицом. То укључује Сиромалабарску цркви, која слиједи источносиријски обред, као и Сиромаланкарску католичку цркву која слиједи западносиријски обред. Древноисточна православна фракција укључује аутокефалну Маланкарску православну сиријску цркву и Малабарску независну сиријску цркву заједно са Јаковитском сиријском хришћанском црквом, која је саставни дио Сиријске православне цркве.
Оријенталне протестантске конфесије укључују Сиријску цркву Светог Томе и Евангелистичку цркву Светог Томе Индије. Будући да је реформисана црква под утицајем британских англиканских мисионара 1800-их, Сиријска црква Светог Томе користи реформисану варијанту литургијског западносиријског обреда. Евангелистичка црква Светог Томе у Индији је евангелистичка фракција која се одвојила од Сиријске цркве Светог Томе 1961. године. Међутим, англикански сиријски хришћани представљају оне маланкарске сиријске хришћане, који су се придружили Англиканској цркви 1836. и на крају постали дио Цркве Јужне Индије, обједињене протестантске конфесије. Црква Јужне Индије је у пуној заједници са Сиријсом црквом Светог Томе. До 20. вијека, разни сиријски хришћани су се придружили пентекостним и другим евангелистичким конфесијама као што су Кералска браћа, Индијска пентекостална црква Бога, Скупштина Бога и други. Познати су као Пентекостални хришћани апостола Томе.

## Терминологија
Хришћани апостола Томе добили име су добили због свог поштовањем према Светом апостолу Томи, за којем се сматра да је донио хришћанство у Индију. Име датира из периода португалске колонизације. Такође, локално су познати као Насрани (Nasrani) или Насрани мапила (Nasrani Mappila). Прво значење хришћанин; изгледа да је изведена из хебрејске ријечи Netzer или арамејске Nasraya из Књиге пророка Исаије 11:1. Насрани се развила из сиријског термина „хришћанин”, која опет произилази из грчке ријечи Nazōraioi, на српском Назарећани. Мапила је почасни изрази који се примјењује на сљедбенике неиндијских религија и потомке досељеника са Блиског истока који су ступили у брак с мјесним становништвом, укључујући муслимана (Jonaka Mappila) и Јевреје (Yuda Mappila). Неки сиријски хришћани из Траванкора настављају да додају ову почасну титулу својим именима. Влада Индије означава припаднике заједнице као Сиријске хришћане, термин који потиче из времена холандске колонијалне управе који разликује Хришћане апостола Томе, који су користили сиријских (у оквиру источносиријског или западносиријског обреда) као свој литургијски језик, од новоевангелизованих хришћана који слиједе римски обред. Термин Сиријац се не односи на етничку припадност, већ на историјску, религијску и литургијску везу са Црквом Истока или Источносиријском црквом.

## Етничка група
Унутрашња заједница Хришћана апостола Томе подијељена је на двије етничке групе, сјеверну већинску (Vadakkumbhagar) и јужну мањинску (Tekkumbhagar). Традиција Хришћана апостола Томе поријекло ових етнографских епитета прати до града Кодунгалура, историјске пријестонице средњовјековне династије Чера. Вјерује да су рани обраћеници апостола Томе и они који су се касније придружили вјери у Индији у почетку живјели у сјеверном дијелу Кодунгалура и због тога су постали познат као Vadakkumbhagar или Сјеверци.
Или у 4. или 8. вијеку, забиљежено је да је сиријски трговачки магнат Кнај Тома стигао и населио се у јужном Кодунгалуру са кохортом трговаца и свештеника. Пошто су живјели на југу града, потомци Томине селидбе постали су познати као Tekkumbhagar или Јужњаци. Јужна заједница је првенствено позната по апелативу Кнанаја (на српском Хананац), придјевском епитету Кнај Томе.
Oxford History of the Christian Church сажима подјелу заједнице:
Временом, јеврејски хришћани из најексклузивнијих заједница од досељеника који су пратили Кнајил Томе (Канаји) постали познат као „Јужњаци” (Tekkumbha ̄gar)… Правили су разлику између себе и „Сјеверњака” (Vatakkumbha ̄gar). „Сјеверњаци”, с друге стране, тврдили су да непосредно воде поријекло од најстаријих хришћана у земљи, оних које је за Христа придобио сам апостол Тома. Они су већ дуго насељавали сјеверне дијелове Кодунгалура. Били су ту чак и прије него што су стигли различити таласи придошлица из вавилонских или месопотамских провинција Сасанидске Персије.

## Историја

### Поријекло
Према предању, апостол Тома је дошао у Музирис на Кералској обали 52. године који се налази у данашњем Патанаму, код Кодунгалура у Керали.
Присуство кочинских Јевреја у Керали забиљежено је у 1. вијеку и било је могуће да Јевреј који говори арамејски, као што је апостол Тома из Галилеје, тада отпутује у Кералу. Најранији познати извор који повезује Апостола са сјеверозападном Индијом, тачније Индопартском краљевином, јесу Дјела Томина, вјероватном написана у раном 3. вијеку, можда у Едеси.
Бројни римски писци из 3. и 4. вијека помињу Томину путовање у Индију, укључујући Амвросија Миланског, Григорија Назијанског, Јеронима Стридонског и Јефрема Сирина, док Јевсевије Кесаријски биљежи да је учитељ Климента Александријског, Пантен Александријски, посјетио хришћанску заједницу у Индији користећи Јеванђеље по Матеју на хебрејском у 2. вијеку.
Предање о поријеклу хришћана у Керали налази се у верзији Пјесмама Томиних (Thomma Parvam), које су написане 1601. и за које се вјерује да сажетак већег и старијег дјела. Томи је приписан долазак у или недалеко од Малианкаре и оснивање Еларапаликал (седам великих цркава): Кондунгалур, Котакаву, Палајур, Кокамангалам, Нилакал, Ниранам и Колам. Друге цркве, као што су Краљевска црква („полуцрква”), Малајатур и Арувитура, познате су као Арапаликал. Пјесме Томине приповједају и о обраћању Јевреја, старосједелаца и мјесног краља у Кодунгалуру које је спроводио апостол Тома. Могуће је да су Јевреји који су постали хришћани, апсорбовани у оно што је постала заједница Насрани у Керали. Пјесме даље приповједају о мисији апостола Томе у остатку јужне Индије и његовом мученичком страдању у Мајлапору (данашњи Ченај у Тамил Надуу). Према легенди, заједница настала Томиним преобраћањем 32 браманске породице, наиме Пакаломатом, Санкарапури, Кали, Калијанкал, Коикара, Мадапур, Мутодал, Котакара, Недумпили, Палакал, Панакаматом, Кунапили, Важапили, Пајапили, Малиакал, Патамуку, Таијул итд.
Иако постоје сумње у културолошко поријекло раних хришћана, постоје докази да су неки припадници хришћанске заједнице апостола Томе у средњем вијеку поштовали браманске обичаје, као што је ношење упанајане (свете нити) и кудуми. Средњовјековни историчар Пијус Малекандатил вјерује да су то били усвојени обичаји и привилегије освојене током почетне доминације брамана у средњовјековној Керали. Он тврди да су сиријски хришћани у Керали, интегрисани са персијским хришћанским трговачким мигрантима, у 9. вијеку постали моћна трговачка заједница и да су им мјесни владари дали привилегије да промовишу генерисање прихода и да поткопају будистичке и џаинске трговце, који су били супарници браманима у религијској и политичкој хегемонији у тадашњој Керали.
Организовано хришћанско присуство у Индији датира од доласка источносиријских досељеника и мисионара из Персије, вјерника онога што ће постати Црква Истока, око 3. вијека. Хришћани апостола Томе прате даљи раст своје заједнице до доласка јеврејских хришћана (раних источносиријских хришћана) из Месопотамије предвођених Томом Канским, у 4. или 8. вијеку. Подгрупа Хришћана апостола Томе, позната као Кнанаја или Јужњаци, воде лозу од Томе Канског, док група позната као Сјеверњаци тврди да потиче од раних хришћана које је евангелисао апостол Тома. Традиционалне историје Хришћана апостола Томе биљеже да је досељавање Хананаца поново оживјела цркву у Индији, која је у тренутку њиховог доласка била без црквене јерархије. Њихово досељавање везује се и за повезивање родне цркве апостола Томе са Црквом Истока, сиријске хришћанске традиције.|3a1=Nedungatt|3y=2001|3p=41|3ps=: "Related with East Syriac Church: The spatial separateness of the St Thomas Christians from Christian centres in other lands was not in every way absolute, as at an early stage of their history they found themselves in rapport with the East Syriac Church. Neither their traditions nor their posterior documents exhibit any sign of constraint or bad blood occasioned by such a relationship. On the other hand everything goes to show that it was a happy working arrangement. Their being in dire straits early on in their history and the arrival on the scene of the progenitors of the present-day "Southists" as benefactors, appears to coincide with the Community's acceptance of fellowship with the East Syriac Church." – Dr. Benedict Vadakkekara}}
За вријеме тог периода, Тома Кански је добио бакарне плоче са социо-економским и религијским правима која се односе на његову заједницу и људе његове религије. Примјетно је да су ове плоче побољшале положај свих древних хришћана у Индији и обезбједило им краљевску заштиту од династије Чера. Бакарне плоче Томе Канског налазиле су се у Керали до 17. вијека, након чега су изгубљене.

### Класични период
Како је заједница расла и досељавање источносиријских хришћана јачало, веза са Црквом Истока, са средиштем у персијској пријестоници Селеукији-Ктесифону, ојачала је. Од раног 4. вијека патријарх Цркве Истока осигурао је Индији свештенство, свете списе и црквену инфраструктуру, а око 650. патријарх Ишојаб III учврстио је јурисдикцију Цркве Исток над хришћанском заједницом апостола Томе. У 8. вијеку патријарх Тимотеј I је организовао заједницу као епархију Индија, једну од спољашњих црквених епархија. На чело епархије је постављен митрополит, послат из Персије, „митрополит-епископ Катедре Светог Томе и цијеле хришћанске цркве Индије”. Њихова митрополитска катедра је вјероватно била у Кранганору, или (можда номинална) у Мајлапуру, гдје се налазило светилиште посвећено Томи. Под њим је био различит број епископа, као и домаћи архиђакон, који је имао власт над свештенством и који је располагао великом количином световне власти.
Неки контакти и преношење знања Хришћана апостола Томе успјели су да допру до хришћанског Запада, чак и након успона исламских држава. Византијски путописац Козма Индикоплов писао је сиријским хришћанима које је срео у Индији и Шри Ланци у 6. вијеку. Енглески краљ Алфред Велики је наводно послао мисију и дарове 883. на гроб апостола Томе у Индији. Током крсташких похода, искривљени извјештаји о Хришћанима апостола Томе и Несторијанског цркви довели су до европске легенде о Презвитеру Јовану.
Коламска луку, тада позната као Квилон, основао је 825. Маруван Сапир Исо, персијски хришћански трговац, уз дозволу Ајанадикала Тирувадикала, владар независне Венаде или државе Квилон, феудатор под Стану Рави Вармом Перумалом од држава Чера. Сапир Исо се обично идентификује или као источносиријски хришћански трговац који је предводио источносиријске епископе Мар Сабор и Мар Прот до хришћана Малабара или као први од та два епископа. То је пратило другу асирску сеобу на Малабарску обалу, осим сеобе Кнанаја. Оба епископа била су инструментална у оснивању многих хришћанских цркава са сиријском литургијом дуж Малабарске обале и од тада су их Хришћани апостола Томе поштовали као Кандишангал (свеци). Вјерује се да је Сапир Исо такође предложио да владар Чера створи нову морску луку у близини Колама, умјесто његовог захтјева да поново изгради скоро несталу унутрашњу морску луку у Колама (коре-ке-ни) код Бачкара (Тевалакара), која је Римљанима и Грцима позната и као Нелцинда и Тиндис, а код Тамила као Тонди, који је неколико вијекова био без трговине јер су Чери прегазили Палаве у 6. вијеку, чиме је прекинута трговина зачинима са Малабарске обале. Тарисапали плоче које је Ајанадикал Тирувадикал поклонио Сапиру Исоу дале хришћанима привилегију да надгледају спољну трговину у граду, као и контролу над његовим тежинама и мјерама у потезу који је осмишљен да повећа трговину и богатство Квилона.
Тако је почела малајаламска ера, познат као Колавашам по граду, што указује на важност Колама у 9. вијеку.
Велике удаљености и геополитичка превирања тог времена довели су до тога да Индија на неколико тачака буде одсјечена од црквеног сједишта у Месопотамији. У 11. вијеку епархију је потпуно потиснула црква, јер је постало немогуће доћи до ње, али су ефективни односи обновљени до 1301. године. Међутим, након колапса јерархије Цркве Истока у већем дијелу Азије касније у 14. вијеку, Индија је била одсјечена од Цркве, а форми контакт је прекинут. До краја 15. вијека Индија већ неколико генерација није имала митрополита, а власт која се традиционално повезивала с њим била је повјерена архиђакону.
MS Vatican Syriac 22 је најстарији познати сиријски рукопис преписан у Индији. То је лекционар Павлових посланица преписан 1301. у Кодунгалуру у цркви посвјећеној Кирику.

Ова света књига је преписана у краљевском, познатом и чувеном граду Шенгали, који се налази у Малабару у земљи Индији, у светој цркви посвијећеној Кирику, славном мученику… док је наш блажени и свети отац Мар Јабалаха Пети, Турчин, католикос-патријарх Истока, поглавар свих земаља, био је велики старјешина, који је обављао дужност Католичке цркве Истока, блиставо кандило које обасјава његове крајеве, глава пастира и понтифик понтифика, глава великих првосвештеника, отац отаца… Нека Господ продужи његов живот и заштите дане његове да би могао дуго владати њоме на њену слави и на узвишење њених синова. Амин…

А кад Мар Јакоб, митрополит епископ био надгледник и управник свете столице Светог апостола Томе, то јест намјесник наше и цијеле свете Цркве Хришћанске Индије. Нека му Бог подаци снагу и помоћ да са ревношћу управља нама и усмјерава нас по вољи Господа свога и да нас поучи заповјестима Својим и учини да ходимо његовим путевима да свршетка времена, заступништвом Светог апостола Томе и свих његових сарадника! Амин!…

Овај рукопис написао је сиријским писмом млади ђакон Захарија бар Јосиф бар Захарија, који је у вријеме писања имао само 14 година. Писар назива католикоса-патријарха Истока Јабалаха III као Јабалаха Петог. Јоханес П. М. ван дер Плоег коментарише да ово може указивати на то да патријарх није био добро познат међу индијским хришћанима.
Делегација Хришћана апостола Томе посјетила је 1490. патријарха Истока Шемона IV, како би одредио епископе у Индији. Један од њих био је Јосиф Индијски, који је касније постао познат по својој посјети Риму и извјештају о Малабару у Књизи VI Paesi novamente retrovati (1507), аутора Фраканцона да Монталбодоа. Патријарх је позитивно одговорио на молбу Хришћана апостола Томе и именовао два епископа, Мар Тому и Мар Јоханана, пославши их у Индију. Ови епископи, и још тројица (Мар Јабалаха, Мар Динха и Мар Јаков) који су их пратили 1503—1504, поново су потврдили и ојачали традиционалне везе између Индије и Патријаршије. Касније их је пратио још један епископ, Мар Аврам, који је умро 1597. године. До тада су се хришћани Малабарске обале суочили са новим изазовима, које је изазвало португалско присуство у Индији.

### Португалски контакт
Хришћани апостола Томе први пут су се сусрели са Португалцима 1498, током експедиције Васка да Гаме. У то вријеме заједница је била у слабом положају: иако су успијевали у трговини зачинима и под заштитом сопствене милиције, мјесна политичка сфера била је нестабилна и Хришћани апостола Томе су се нашли под притиском раџа из Каликуте и Кочина и других малих краљевина у тој области. Хришћани апостола Томе и португалске придошлице брзо су склопили савез.
Португалци су имали велики интерес да се укључе у трговину зачинима и да шире своју верзију хришћана, која је искована током неколико вијекова ратовања у Реконквисти. Њиховим циљевима је олакшао Падроадо Реал, низ уговора и декрета у којима је папа португалској влади дао одређена овлашћења у црквеним питањима на странима територијама које су освојили. Смјестили су се у Гоу, образујући колонијалну влади и латинску црквену јерархију под надбискупом Гое и брзо су кренули да доведу Хришћане апостола Томе под своју власт.
Потчињеност Хришћана апостола Томе Португалцима у почетку је била релативно одмјерена, али су постали агресивнији послије 1552, годину послије смрти митрополита Мар Јакова и раскола у Цркви Истока, што је довело до тога да су постојала два супарничка патријарха — од којих је један ступио у заједницу са Католичком црквом. Оба патријарха су слала епископе у Индију, али су Португалци упорно успијевали да их надмудре и ефективно издвоје Хришћане апостола Томе из њихове јерархије 1575, када је Падроадо донио закон да ниједан патријарх не може слати своје представнике у Индију без португалског одобрења.
До 1599. посљедњи митрополит Аврам је преминуо, а надбискуп Гое Алеико де Менезес је осигурао потчињавање младог архиђакона Гиваргиса, највише преосталог представника домаће цркве јерархије. Надбискуп је сазвао Дијамперски синод, који је спровео различите литургијске и структурне реформе у индијској цркви. Синод је парохије ставио под непосредни надзор надбискупа; анатемисао је одређене „сујевјерне” друштвене обичаје карактеристичке за њихове хиндуистичке сусједе, укључујући недодирљивост и систем касти; и очистио литургију, источносиријски обред, од елемената који се сматрају неприхватљивим према латинском протоколу. Одређени број сиријски списа је осуђен и наређено је њихово спаљивање, укључујући Пешиту, сиријску верзију Библије. Неке од реформи, посебно укидање система касти, смањиле су положај Хришћана апостола Томе код њихових социјално раслојених сусједа хиндуса. Синод је формално увео Хришћане апостола Томе у Католичку цркву, али су поступци Португалаца током наредних година подстакли негодовање у сегментима заједнице и на крају довели до отвореног отпора њиховој моћи.

### Подјела и пркос
Током наредних неколико деценија, тензије су се распламсале између португалске и преостале домаће јерархије, а послије 1641. архиђакон Тома, нећак и насљедник архиђакон Георгија од Крста, често је био у сукобу са латинским прелатима. Ескалирајући ситуација је 1652. додатно закомпликована појавом у Мајлапору мистериозне личности по имену Ахаталах, који је тврдио да га је папа послао из Антиохијске цркве да служи као „патријарх цијеле Индије и Кине”.
Ахаталах је оставио снажан утисак на домаће свештенство, али су Португалци брзо закључили да је варалица и ставили су га на брод који је преко Гое ишао за Европу. Архиђакон Тома, очајан за новим црквеним вођом који би ослободио свој народ Падроада, отпутовао је у Кочин и захтијевао да се састане са Ахаталахом и испитање његове акредитиве. Португалци су то одбили, наводећи да је брод већ отишао за Гоу. За Ахаталаха се у Индији више никада није чуло, што је инспирисало лажне гласине да су га Португалци убили и још више распламсавало антипортугалска осјећања.
Била је то посљедња кап која је прелила чашу за Хришћане апостола Томе; Тома и представници заједнице састали су се 1653. у цркви Госпе од Живота у Матанчерију, да предузму смјелу акцију. У великој свечаности пред распећем и запаљеним свијећама, свечано су се заклели да се више никада неће покоравати Падроадо надбискупу Франциску Гарсији или Португалцима и да прихватају само архиђакона за свог пастира. Постоје различите верзије о формулацији заклетве, према једној верзији била је усмјерена против Португалаца, другој да је била против језуита, а трећа да била усмјерена против ауторитета Римокатоличке цркве. Независна Маланкарска црква, сматра заклетву на богослужбеном крсту тренутком када је њихова црква повратила своју независност од Католичке цркве, коју су изгубили током Дијамперског синода. Сиромалабарска црква негира овај аргумент и сматрају заклетву експлозијом против вишедеценијска потискивања и надмоћног става латинских прелата Падроадоа.
Након заклетве су циркулисала три писма којима се тврдила да их је послао Ахатала. Једно такво писмо прочитано је на састанку у Едапалију 5. фебруара 1653. године. Ово писмо је дало архиђакону нека овлашћења архиепископа. Чувши то, велика гомила је одушевљено поздравила архиђакона Тому као предстојатеља њихове Цркве и четири виша свештеника су именована за његове савјетника, наиме Ањилимутил Ити Томен од Калисерије, Куравилангад Парамбил Паливитил Чанди, Карутурити Кадавил Чанди, Ангамали Венгур Гиваргис Катанар. На даљем састанку одржаном у Алангату 23. маја 1653, прочитано је још једно писмо у којем се наводи да је од Ахатале. У њему је наређено Хришћанима апостола Томе да у одсуству епикопа, дванаест катанара (свештеника) стави своје руке на Тому и да би то било адекватно као епископска хиротонија. Аутентичност ових писама није јасна. Неки су мишљења да је ова писма можда кривотворио Ањилимутил Ити Томен Катанар, који је био вјешт сиријски писац. Писма су са одушевљењем читана у црквама Хришћана апостола Томе, а архиђакон Тома је касније проглашен за епископа у свечаности у којој је дванаест свештеника положило руке на њега, уздижући га за митрополита Тому I и додао тако древне титуле као што су „Метран све Индије”, „Капија Индије”.
У том тренутку, португалски мисионари су покушали да се измире са Хришћанима апостола Томе, али безуспјешно. Касније, 1657. године, папа Александар VII је послао италијанског свештеника Јозефа Себастијанија као шефа кармелићанске мисије Propaganda Fide да поврати повјерење дисидената Хришћана апостола Томе. Себастијани и други кармелићани су тврдили да није у складу са црквеним канонима да у одсуству другог епископа свештеници рукоположе архиђакона за митрополита. Успјели су да убиједе велику Хришћана апостола Томе, укључујући Кадавила Чендија, Паливетила Чендија и Венгура Гиваргиса, а Тома I је почео да губи своје сљедбенике. У међувремену, Себастијани се вратио у Рим и рукоположен за бискупа 15. децембра 1659. године. Поново је стигао у Кералу 1661, када га је папа именовао за апостолског викара Малабара. За кратко вријеме вратио је под јурисдикцију Католичке цркве већину цркава које су била под Томом I. Међутим, 1663. године, холандским освајањем Кочина, изгубљена је португалска контрола над Малабарског обалом. Холанђани су изјавили да сви европски мисионари морају да напусте Кералу. Прије него што је напустио Кералу 1. фебруара 1663, Себастијани је рукоположио Паливитила Чандије за бискупа Хришћана апостола Томе, који су били вјерници Католичке цркве. Убрзо је и он себи додијели древне титуле „Метран све Индије” и „Капија Индије”.
Тома I је у међувремену слао молбе разним древноисточним црквама да добије канонско посвећење за епископа. Грегориос Абдал Џалил, епископ којег је 1665. послао сиријски православни патријарх Антиохије Игњатије Абдулмасих I, стигао је у Индију и фракција под вођством Томе I га је дочекала. Епископ је био упућен у писмо које је Томо I послао Сиријској јаковиткој цркви. Епископ Абдал Џалил је канонски посветио Тому I за епископа и регулисао његово епископско прејемство. То је довело до првог трајног формалног раскола у хришћанској заједници апостола Томе. Након тога, фракција повезана са Католичком црквом под бискупом Паливитилом Чандије постала је позната као палајакур („стара оданост”), а фракција повезана са Томом I постала је позната као путенкур (или „нова оданост”). Међутим, ови називи су били донекле контроверзни, пошто су обје стране себе сматрале правим насљедницима традиције апостола Томе, а другу страну сматрале расколничком. Палајакур фракција била је позната као Римосиријци и организована као Сиријска католичка црква, док је путенкур фракција била позната као јаковитски Сиријци и организована као Маланкарска сиријска црква.
Од 1661. до 1665, палајакур фракција (сиријски католици) полагала је право на 72 од 116 цркава, док су Тома I и путенкур фракција (маланкарски сиријци) полагали право на 32. Преосталих 12 цркава су дијелиле двије фракције до касног 19. вијека. Палајакур фракција је тијело из којег потичу савремена Сиромалабарска црква и Халдејска сиријска црква. Путенкур фракција је тијело из које потичу Јаковитска сиријска хришћанска црква, Маланкарска православна сиријска црква, Англиканци апостола Томе, Сиријска црква Светог Томе, Евангелистичка црква Светог Томе у Индији, Сиромаланкарска католичка црква и Малабарска независна сиријска црква.
Са посјетом Георгиоса Абдала Џалила постепено је уведена и западносиријска литургија, обичајни и писмо на Малабарску обалу. Од тада су настављеле посјете свештеника из Сиријске јаковитске цркве и то је довело да постепене замјене литургије источносиријског обреда са западносиријским обредом, а Маланкарска црква је придружена миафизитској христологији древноисточне православне заједнице. Штавише, Абдулмасих I је послао Мапхријана Васелиоса Јалда 1685, заједно са епископом Иваниосом Хидајатулахом, који је жестоко заговарао западносиријски обреда и учврстио повезаност Маланкарске цркве са Сиријском јаковитском црквом.
Главно тијело палајакур фракције (сиријски католици) постао је познат као Сиромалабарска црква. Наставили су са источносиријском традицијом и остали у Католичкој цркви са диофизитском вјером. Морали су да остану под страним латинским бискупима, са једним изузетком Паливетила Чандија и Каријатила Узепа. Њихова индијска источносиријска католичка јерархија обновљена је 21. децембра 1923, са Августином Кандатилом као првим митрополитом и предстојатељом.

### Неуспjели покушаји поновног уједињења и учвршћивања раскола
Мањина у заједници Хришћана апостола Томе покушала је да сачува источносиријски обред и да поново успостави везу са патријарсима Цркве Истока, који су повремено слали изасланика у Индију. Почетком 18. вијека у Индију су стигли епископ Шемом од Аде (ум. око 1720), а (око 1708) епископ Гаврило од Ардишаја (ум. око 1733) којег је послао халдејски патријарха је стигао у Индију такође. Епископ Гаврило је привремено успио да оживи традиционалну заједницу, али се суочио са продуженим супарништвом, како западносиријског (јаковитског), тако и латинског (Propaganda Fide и Падроадо) вођства.
Јаковит мафриан Васелиос Шакралах Касабг дошао је у Кералу 1751. године. Имао је важну улогу у замјени источносиријског обреда за западносиријски у путенкур фракцији. С њим су још били јаковитски архиепископ јерусалимски Грегориос Хана Букудаиди и Јуканон (Иваниос) Христофорос из Мосула, којег је мафрион посветио за епископа током свог боравка у Керали. Делегација је послата из Сиријске јаковитске цркве да чврсто успостави западносиријски обред међу путенкур фракцијом и регулише наредбе њиховог предстојатеља, Томе V.  Међутим, Тома V је преминуо без поновног посвећења, али је сам посветио свог насљедника као Тому VI. Тома VI се снажно опирао напорима делегације. Врло често су сиријски јаковитски делегати бирали своје кандидате и хиротонисали их за свештенике, без консултације са Томом VI. У међувремену, палајакур фракција била све потчињенија колонијалним латинским црквеним јерарсима.
Тома VI је стога покренуо напоре за поновно уједињење обје фракције. Међутим, кармелићански мисионари који су дјеловали међу палајакур фракцијом нису били вољни да узврате на његове напоре, плашећи да ће им мјесни бискуп одузети ауторитет и утицај на фракцију, након што се испуни предложено поновно уједињење Хришћана апостола Томе. С друге стране, сиријски јаковитски делегати су ширили свој утицај на путенкур фракцију, инсистирајући да се фракција пребаци на западносиријски обред. Шакралах је, непосредно прије своје смрти, посветио Куријана Катумангата као епископа Аврама Курилосеа 1764. године.
До 1770, Грегориос и Иваниос су Тому VI поново посветили као Дионисија I. Тома VI је мора да прими све чинове свештенства од пострига до епископске хиротоније. Добио је подршку од вођа палајакур фракције, који су га обавијестили о злостављању и дискриминацији са којима се суочавају од стране мисионара. Сходно томе, обојица свештеничких вођа фракције: Каријатил Јусеп Малпан и Паремакал Тома Катнар одлучили су да се састану са папом, како би пренијели поруку Томе VI. Јаковитски делегати су убрзо били у сукобу са Томом VI и стога су 1772. уздигли Аврама Курилосеа у звање митрополита у новој Матенчерској цркви у Кочину, коју је изградио Шакралах. Аврам је добио признање од кочинског раџа. Каријалит Јусеп, у пратњи Паремакал Томе и још два ђакона, отпутовао је из Керале 1778, а за архиепископа кранганорског је посвећен 1782. године. Међутим, напори су драстично пропали због неочекиване смрти Јусепа, док је био у Гои. Varthamanappusthakam, који је написао Тома Катанар 1785, пружа детаље овог путовања до смрти архиепископа.
Након тога, 1787. представници 84 палајакур цркве окупили су се у Ангамалију и прогласили Ангамали Падијола против колонијалне латинске хегемоније, изјављујући своју оданост Паремакал Томи и позивајући на поновно успостављање домаће источносиријске јерархије. У међувремено, Дионисије I (Тома VI) успио је да утамничи свог супарника, Аврама Курилосеа, који је на крају побјегао из држава Траванкор и Кочин гдје је живјела већина Хришћана апостола Томе у Анжуор на територију заморина Каликуте. Тамо је Курилосе проводио дане у молитви и медитацији у колиби. Ту му се придружило неколико сродника и пријатеља. Ова група, првобитно позната као Тожијурска црква, касније је потврђена као независна Сиријска црква у Малабару од стране Вишег суда у Мадрасу, пресудом из 1862. године. Након тога су узели име Малабарска независна сиријска црква.

### Британски период
Владари Траванкора и Кочина су 1795. склопили савезништво са британском Источноиндијском компанијом, да би одбили нападе Типу Султана. Државе су убрзо постале клијентски режими компаније: обје су биле принуђене да распусте своју војску. Почео је да се урушава и политички поредак држава. Хришћани апостола Томе су били тешко погођени губитком своје привилеговане војне улоге, њихова мрежа каларија је распуштена и многе породице су изгубиле средства за живот. Трговачка класа, као и службеници, такође су претрпјели неуспјех и многи Европљани који су посјетили државе од 1801. до 1820. примјетили су лоше и депресивно стање Хришћана апостола Томе из фракције путенкур. Нека поборничка издвајања средстава за цркве од британских званичника изазвала су слом у односима између Хришћана апостола Томе и истакнутих хиндуистичких касти, барем привремено. Британски резидент пуковник Џон Манро основао је богословију у Котајаму 1815, за теолошки образовање јаковитских свештеника и позвао англиканске мисионаре да тамо предају. То се може сматрати почетком односа између Црквеног мисионарског друштва и Хришћана апостола Томе из фракције путенкур.

#### Даље подјеле
У знак протеста против мијешања Англиканске цркве у дјелатиности фракције путенкур, митрополит Чепад Дионисије сазвао је Мавеликарски синод 16. јануара 1836. године. Синод је одлучио да ће Маланкарска црква бити потчињена сиријској традицији и сиријском патријарху Антиохије. Декларација синода резултирала је одвајањем мисиона из Црквеног мисионарског друштва из заједница са Маланкарском црквом. Динисио је абдицира за вријеме сиријског прелата Јујакима Курилоса (ум. 1874). Током свог боравка међу путенкурима, Курилос је завршио прелазак на западносиријски обред. Међутим, мањина у Маланкарској цркви, која је била наклоњена реформисаним идеологијама мисионара, стала је уз њих и придружила се Англиканској цркви. Ови Англиканци апостола Томе, били су прва реформисана група која је изашла из Хришћана апостола Томе и радила је заједно са мисионарима у њиховим евангелистичким, образовним и реформаторским дјелатностима. До 1879. у Котајаму је основана Траванкорска и кочинска бискупија Цркве Енглеске. Англиканске бискупије у јужној Индији су се 27. септембра 1947. спојиле у регион и формирале Цркву Јужне Индије; независну уједињену цркву у пуној заједници са свим својим претходним конфесијама. Од тада су англикански сиријски хришћани били вјерници Цркве Јужне Индије, а постали су познати и као англиканци апостола Томе.
Уморно од потчињава латинима, фракција палајакур је послала делегацију на челу са Антонијем Тонданатом (ум. око 1900) у Мосул да замоле халдејског католичког патријарха да за њих посвети епископа њиховог обреда. Као одговор, патријарх Јосиф VI Аудо је посветио Тома Рокоса,. титуларног архиепископа Басре, и послао га да посјети отуђено малабарско хришћанско стадо 1861. године. Међутим, мисија је пропала због протеста апостолског делагата у Мосулу Хенрија Амантона и апостолског викара Вераполија. Због тога је папа приморао патријарха да опозиве епископа. Још један инцидент се догодио 5. јуна 1864, када је патријарх Јосиф VI посветио Илију Мелуса, епископа Акре, и послагао га у Индију. Ипак, и овај напор је доживио исту судбину као и ранији, а Мелус је опозван 1882. године. У међувремену, 1862. покушано је да се успоставе непосредне везе између традиционалистичких хришћанских заједница у Индији и патријарх Асирске цркве Истока Шимун XVIII је посветио Тонданата од Абишоа, митрополита Индије, али се његов задатак показао као веома тежак и изазован. Интензивирао је своју дјелатност послије 1882, испуњавајући тежње мјесних хришћана источносиријског обреда за потпуно поновно успостављање традиционалне црквене структуре. Све до своје смрти 1900, дјелимично је успио да организује помјесну цркву, која је названа Халдејска сиријска црква. Послије његове смрти, мјесни хришћани су се обратили патријарху Асирске цркве Истока Шимуну XIX у Кочанису и у децембру 1907. посветио је Абималека Тимотеја за митрополита Индије. У своју епархију је стигао у фебруару 1908. и одмах преузео управу. Организова је црквене структуре и наставио са ревитализацијом источносиријског обреда.
До јуна 1875. међу Маланкарском црквом постоле су двије фракције: конзервативна и реформистичка. Матеј Атанасије био је митрополит којег су одобриле владе Травакора и Кочина и подржавао је реформу Јаковитске цркве са евангелистичким идеологијама. Отуда је ова група са Матејем била позната као „реформистичка”. Конзервативна фракција, под вођством митрополита Пуликотила Јосифор Дионисијем II, супротстављала се покушајима укидања вјековне традиције цркве, што је резултирало је узбуном у заједници. По позиву ове фракције, у Кералу је стигао сиријски патријарх Игњатије Петар III. У јуну 1876, на Мулантурутијском синоду, којим је предсједавао патријарх, сиријска фракција је формално дошла под Сиријску јаковитску цркву. Синод је осудио Матеја Атанасија због уздржавања од тога, али су његови сљедбеници остали уз њега. Његов насљедник Тома Атанасије и епископова фракција изгубили су парницу од патријаршијске фракције на краљевском суду у Траванкору 12. јула 1889. године. Без обзира на то, реформистичка фракција је наставила да постоји као независна црква и након тога је покренут низ тужби о правима над црквама и припадајућом имовином. Касније су изабрали име Сиријска црква Светог Томе.
Патријарх Игњатије Абдед Алохо II изопштио је 1911. митрополита Маланкаре Дионисија Ватесерила (Дионије VI), због спора око власти над имовином Маланкарске цркве. То је довело до подјеле цркве на двије групе, при чему је једна група прихватила врховну власт патријарха, док је друга подржала Дионисија VI. Група коју је предводио Дионисије VI позвала је патријарха Игњатија Абдеда Мшиха II, којег су турске власти протјерале из патријаршије. Абдед Мшихо II је у Индију стигао 1912. и посветио Василија Павла I (ум. око 1914) за мапријана (сиријског православног католикоса). Именовање није признала Сиријска јаковитска црква. Раније је Абдед Мшихо II сам одбио захтјев за успостављање мапријана за Индију 1902, док је био патријарх. Независна група под митрополитом Дионисије IV почела је да подржава захтјеве за аутокефалност. Друга група, остала је лојална патријарху и предводио ју је Кирил Павле, насљедник Атанасије Павла. Обје стране су подније низ тужби пред грађанским судовима, а такође су се одвијали и паралелни покушаји помирења. Епископи обје стране су потврдили своје помирење 1958. и потписали споразум којим је призната аутономија поново уједињених фракција, са сопственим епископским синодом под предсједништвом католикоса. Пресуда Врховног суда Индије из 1958, која је легитимисала аутономију Кералске цркве, била је кључна за ово формално помирење обје стране. Патријарх Игњатије Јаков III посветио је 1964. Василија Аугена I (ум. 1975) за католикоса. Ипак 1975. стране су се поново разишле одлуком Универзално сиријског синода, одржаног у Дамаску, да свргну католикоса у Керали, а Василије Павле II је посвећен за католикоса патријаршијске фракције. Данас, западносиријска древноисточна православна заједница у Индији подијељена је између Маланкарске православне сиријске цркве (аутокефална црква) и Јаковитске сиријске хришћанске цркве (аутономна црква Сиријске јаковитске цркве).
Дио Маланкарске цркве под вођством архиепископа Гиваргеса Иваниоса и Јакова Теофилоса напустио је Маланкарску православна сиријску цркву 1930. и ступио у заједницу са Католичком црквом. Познати су као Сиромаланкарска католичка црква. Тривандрум је 11. јуна 1932. признат као митрополитска столица -sui iuris}-, са Тирувалом као својим суфраганом. Црква је уздигнута 10. фебруара 2005. у статус главне архиепископске цркве. Канонско постављање Кирила Василија за првог главног архиепископа догодило се 14. маја 2005. и истовремено је легитимисана титула католикоса. Екуменски истраживачки институт Светог Јефрема, отворен 14. септембра 1985, припада Сиромаланкарском католичком архиепископу Тирувале.
Дошло је до подјела у Сиријској цркви Светог Томе 1961, што је довело до формирања Евангелистичке цркве Светог Томе у Индији.
Пентекостализам је почео да се шири међу Хришћанима апостола Томе од 1911, захваљујући америчком мисионарском раду. Први сиријски пентекосталци су дошло од Кералске браће, који су заузврат били углавном бивши мартомити. Како је покрет добијао на замаху, групе људи из свих традиционалистичких заједница Хришћана апостола Томе постале су дио различитих пентекосталних и евенгалистичких заједница у настајању. Пентекосталци из сиријског хришћанског поркета преводили су покрет у Керали и у мањој мјери у Индији, обезбјеђујући неопходно вођство за успостављање конфесија као што су Индијска пентекостална црква Бога, Скупштине Божје у Индији, Црква Бога (Пуног Јеванђеља) у Индији, Пентекостална мисија и многе дуге неохаризматске цркве. Сиромалабарска црква такође има веома активну харизматску службу, којом управљају установе као што је Divine Retreat Centre у Мурингуру.

#### Учешће у политици
Као и друге заједнице, Хришћани апостола Томе били су укључени у регионална политику на бази заједнице. Траванкор је 1888. постао прва кнежевска држава у Индији која је успоставила законодавни савјет, који је реформиран у Народну скупштину Сри Мулама 1904. године. Неколико вођа Хришћана апостола Томе је изабрано у законодавни савјет, али је било негодовања што је њихов удио у расположивим мјестима био пропорционално мањи од удјела других истакнутих касти. Ова озлојеђеност је довела до низа кампања за једнаку заступљеност, како у законодавној, тако и у извршној власти. Jatiaikya Sangham, организација образована с циљем поновног уједињења заједница палајакур и путенкур, што је навело Ндирикала Маникатанара да оснује новине Nasrani Deepika 1887. године. Новине као што су Nasrani Deepika и Malayala Manorama шириле су такве притужбе.
Хришћани апостола Томе су 1918. основали Савез за једнака грађанска права, који је тражио отварање свих грана државне службе за хришћане, муслимане и аварна хиндусе, као и окончање праксе недодирљивости. Њихови захтјеви су дјелимично испуњени 1922. када је Одјељење за приходе одвојено од Devaswom, полувладине организације која је управљала хиндуистичким храмовима, чиме је уклоњено ограничење за нехиндусе и аваре у извршној служби. Током 1920-их, Махатма Ганди је савјетовао вође Хришћана апостола Томе као што је Џорџ Џозеф да се одвоје од Vaikom Satyagraha, агитације за права на улазак у храм аварна хиндусима, јер је сматрао да се то питање тиче само хиндуса. Титус Тевертундијил је био један од 78 учесника кој је Ганди одобрио да учествују у Маршу соли 1930, како би развили британски монопол на со.
Са институцијом дводомог законодавног тијела у Травакору 1932, четири припадника заједнице Хришћана апостола Томе су се нашла међу 24 мјеста доњег дома, али то је било неупоредиво са другим кастама. Попис из 1931. забиљежио је да је преко 31% становништва било хришћанско, у поређењу са око 4% из 1820. године. Нека ограничења су наметнута парохијама Хришћана апостола Томе за покретање нових школа, а касније је Диван покушао да преузме школе у власништву заједнице. Услиједио је период жестоке конфронтације између Дивана и Хришћана апостола Томе — многе вође су ухапшене, истакнуте новине су забрањене, а велике банке у власништву чланова заједнице су ликвидиране. Општи избори су одржани 1937. и Заједнички политички конгрес је одиграо значајну улогу у постизању много бољег представљања заједница чланица. Т. М. Варгес је изабран за замјеника предсједника скупштине, гдје је Ц. П. Рамасвами Ијер био предсједник по службеној дужности. Након пропасти Заједничког политичког конгреса због унутрашњих сукоба, вође Хришћана апостола Томе удружиле су се са наирима у заједничкој платформи — Конгрес Државе Траванкор, гдје су се заједно борили за одговорну владу, а такође и за свргавања Ијера. Аврам Мартома је мобилисао сиријске хришћане против потеза дивана, да се не уједине са слободном Индијом. У трочланом кабинету Траванкора формираном након првих општи избора 1948, Варгез је био министар. Међутим, први Хришћанин апостола Томе који је постао министар у централној влади Индије био је Падма Вибушах Џон Матај, који је био први министар жељезнице у Индији, а потом и као министар финансија.
Иако је влада покренула законодавни поступак за реформу сектора земљишта и образовања, то се сматрало кршењем права од стране школских управа и власника земљишта, који су претежно били Хришћани апостола Томе и Наири. Неслагање Хришћана апостола Томе су се додатно проширила и они су се удружили са Услужним друштвом Наира како би се мобилисали против владе, што је кулминирало насилном борбом 1958. године.

## Социокултурни и религијски идентитет
Хришћани апостола Томе су посебна мањина, како у погледу културе, тако и у погледу религије. Иаско су њихова литургије и теологија остаци источносиријских хришћана из Персије, њихови животни обичаји и предња били су у основи индијски. Често цитира: „Назрани су Индијци у култури, хришћани у вјери и Сиријци у литургији.” Данас, Хришћани апостола Томе представљају мултикултуралну групу. Њихова култура у великој мјери потиче од источносиријског, западносиријског, хиндуистичког и јеврејског утицаја.
Јеврејски утицај примјећен је у литургији и традицијама малабарских Назранија. Заједница је задржала неке од првобитних јеврејских обичаја, као што је покривање главе током богослужења. Њихова литургија се звала и још увијек се зове курбана, што је термин изведен из арамејске ријечи курбана (арам. ܩܘܪܒܢܐ), која значи „жртва”. Литургија Хришћана апостола Томе се држала на сиријском до почетка 20. вијека.
Хришћани апостола Томе су обично слиједили друштвене обичаје својих хиндуистичких сусједа, а остаци хиндуистичке симболике могли су се видјети у њиховим праксама преданости. Друштвени гријеси попут недодирљивости ушли су у њихову праксу, Дијамперски синод га је укинуо. Свете тајне везане за рођење, брак, трудноћу, смрт итд. такође су прилагодили нијанси хиндуистичких религијских пракси. И данас је везивање Минуа, хиндуистичког симбола брака, најважнији обред и у хришћанским браковима. Португалски путописац Дуарте Барбоса током посјете Малабару 1519. је у свом рукопису „Књига Дуарте Барбосе” прокоментарисао праксу свештеника Хришћана апостола Томе да користе кудуми сличан оном код хиндуса.
У друштвеној статификацији средњовјековног Малабара, Хришћани апостола Томе успјели су да повежу свој друштвени статус са статусом хиндуса више хасте због њихове бројчане снаге и утицаја и поштовања многих обичаја брамана и виших касти. У 13. и 14. вијеку, многи Хришћани апостола Томе били су укључени у трговину паприком за мјесне владаре и многи су постављени за службенике за приходе у луци. Мјесни владари су их наградили додјелом земље и многим другим привилегијама. Са растућом бројчаном снагом, велики број Хришћана апостола Томе населио се у унутрашњости региона погодном за узгој паприке. ИМали су право да регрутују и обучавају војнике, а хришћани тренери су добијали почасну титулу паникар, као и њихове наирске колеге.
Попут брамана, имали су право да сједе пред краљевима и да јашу на коњу или слону, као владари и племство. Били су заштитници седамнаест непривилегованих касти и стога су их назвали Господари седамнаест касти. Нису дозволили нижим кастама да се придруже њиховој заједници из страха да би то могло угрозити њихов статус више касте. Овај перио се завршио када је заједница пала под власт раџа из Кочина и Траванкора. Посједовали су велики број центара за обуку каларипајатуа и раџе из Траванкора и Кочина, укључујући чувеног Мартанда Варма, регрутовали су обучене хришћанске ратнике да бране њихово краљевство.
Хиндуси из више касте и Хришћани апостола Томе учествовали су на свечаностима ових других, а на неким мјестима у Керали хиндуистички краљеви су саградили хиндуистичке храмове и цркве Хришћана апостола Томе једне поред других. До 19. вијека Хришћани апостола Томе су имали право приступа хиндуистичким храмовима, а неки водећи припадници заједнице имали су статус спонзора на хиндуистичким светилиштима и храмовним свечаностима. Ипак, у 19. вијеку интеграција Хришћана апостола Томе са хиндуистичким кастинским системом била је поремећена: њихов статус чисте касте доведен је у питање на неким локалитетима и ускраћен им је приступ многим хиндуистичким храмовима. Покушали су да узврате тако што су хиндуистичке свечаности прогласили паганским идолопоклонством. Сукоби између хиндуса више касте и Хришћана апостола Томе дешавали су е до касније 1880-их, посебно када се поклапале свечаности обје заједнице. Међусобно насиље међу различитим конфесијама Хришћана апостола Томе погоршало је њихове проблеме.

### Постојећа традиција, музика, ритуали и друштвени живот
Хришћани апостола Томе још увијек одржавају многе древне традиције и ритуале, како у свом друштвеном, тако и у религијском животу. Службе Хришћана апостола Томе имају многе особености у поређењу са другима. Прије 1970-их, курбана је у потпуности пјевана на сиријском. Многе литургијске пјесме Хришћана апостола Томе, нарочито оне у источносиријској традицији, остаци су древних сиријских мелодија из античког доба.
- Хришћани апостола Томе славе Велики четвртак са великим поштовањем. Тај дан називају песаха, малајаламска ријечи која потиче од арамејске или хебрејске ријечи за Пасху (паша или песах) у знак сјећања на посљедњу вечеру Исуса Христа током Пасхе у Јерусалиму. Послије литургије у цркви традиционално се једе песаха апам, традицију поштује цијела заједница под вођством главе породице. За вријеме песаха службе у цркви су нарочито дуге и праћене су курбаном.[207][208]
- Заједница обиљежава Велики пост, мјесно познат као анпату нојамбу (педесетодневни пост) или валија нојамбу (савма раба), од Чистог понедјељка или претходне недјеље (петурта, гледање уназад, првобитан је обичај и још увијек преовладава у Халдејској сиријској цркви),[209] до дана уочи Ускрса, одричући се сваког меса, рибе и јаја.[210]
- На Цвијети (ошана или хошана) цвијеће се разбацује по светилишту, што је преузето из хиндуистичког ритуала приношења цвијећа, а гомила виче ошана (арам.  — „сачувати, спасити”). Затим се благосиља палмино лишће и дијели послије курбана.[211]
- Хришћани апостола Томе користе источносиријски термин Маран Ишо Мишина (у преводу са арамејског Господ Исус Месија)[212] за Исуса Христа.
- Хришћани апостола Томе, нарочито западносиријског обреда, моле се по канонским часима шехимо, седам пута дневно.[213]
- Свете тајне и свечаности Хришћана апостола Томе везане за изградњу куће, рођењем и браковима имају блиску сличност са свечаностима кералских хиндуса.[214] Посљедње причешће изражава хришћанске канонске теме веома удаљено и утицај хиндуистичке културе је прилично примјетан. Много се наглашава идејама које се тичу вјечног живота послије смрти и ишчекивања Христовог посљедње суда.[215]
- Хришћани апостола Томе углавном преферирају уговорене бракове и будући се партнери се виђају на свечаности пенуканал (гледање младе) у младиној кући.[216]
- Брачни обичаји Хришћана апостола Томе су јединствено другачији од западних хришћанских бракова и мјесних хиндуистичких брачних обичаја. Нпр. вјеридба и брак се обично обављају заједно у истој служби. За разлику од западних хришћанских традиција, не постоји непосредна размјена прстена између младожење и младе током вјеридби, већ је понуђена и посредована од страна катанара који представља Исуса Христа, симболизујући да је Бог тај који доводи пар у брак.[217] Везивање минуа (мангала сутра) и давање мантракодија или пудаве младој су главни вјенчани ритуали позајмљени из хиндуизма. Мантракоди, свилени сари за златном зари обрубом коју благослови свештеник и поставља је младожења покривајући младину косу, симболизује свечаност пудавакодукал брамана Намбудирија, гдје на сличан начин младожења ставља свилену тканину покривајући младину главу.[216][218]
- Хришћани апостола Томе нашироко користе нилавилаку (упаљену металну лампу), кинди, калаша и друге бронзане предмета у својим кућама црквама.[219]
- Ноћ пред вјенчање одржава се свечаност мадурам вепу, засебно за младу и младожењу. Обухвата услуживање младе и младожење слаткишима, које изводе ујаци. Позајмљен је из традиције заједнице Кнанаја (Јужњаци), код којих се свечаност зове чантам чартал, гдје се на сличан начин пару служе слаткиши. Чантам чартал за младу укључује наношење кане, сандала и куркуме преко дланова и ногу, као симбола чистоће. Младожењино лице се потпуно брије као дио ритуала. Све традиције прате панан пату у извођењу панан касте, који пјева даровнице и привилегије дате сиријским хришћанима.[220]
- Традиционална хаљина Хришћана апостола Томе је чатајум мунду, бешавна бијела одјећа, коју сада носе старији припадници заједнице. Пратећи општи тренд, сари и чуридар су постали преовлађујући међу млађим генерацијама.[221][210]

### Црквена архитектура
Најранији документовани доказ су Квилонске сиријске бакарне плоче, које се односе на изградњу цркве Тарисапали у Квилону између 823. и 849. године. Антонио Гувеа, португалски изасланик у Малабару, у свом дјелу Жорнада из 16. вијека помиње да су скоро све цркве Хришћана апостола Томе слиједиле моделе хиндуистичких храмова из тог периода, али су се одликовале огромним гранитним крстом у предњем црквеном дворишту. Упркос спољашњој сличности са хиндуистичким храмовима, структурирање унутрашњег простора цркве увијек је слиједио источносиријску архитектонску теологију. Тако се савремени стил образује као спој индијске архитектуре и асирских литургијских концепата.
Главни улаз је на западној страни грађевине; предворје, стубови, пиластери и други архитектонски украси красе предњи крај, а у предњем дворишту стоји јарбол за заставу. Једно или два звона су постављена у задњем дворишту да обавијесте вјернике о времену литургијских служби, смрти од вјерника или да обавијесте јавност о несрећи.

### Персијски крст
Источносиријске цркве Хришћана апостола Томе прихватиле су персијски крст као свој симбол. Зову га или Насрани менорах или Мар Тома слива (Крст Светог Томе). Постоји неколико тумачења симбола Хришћана апостола Томе. Тумачење засновано на хришћанској јеврејској традицији претпоставља да је његов дизајн заснован на јеврејској менори, древном симболу Јевреја, који се састоји од седам разгранатих лампиона (канделабра).
Тумачење заснова на мјесној култури каже да Крст без лика Исуса и са цвјетним краковима који симболизују „радост” указују на теологију ускрсења Светог Павла, птица окрета надоле (највјероватније голуб) на врху представља улогу Светог Духа у ускрсењу. Крст указује на на Христа. Лотос који симболизује Бога Оца, из којег исходи Бог Син. Три корака указују на Голготу и симболизују цркву, канал благодети који тече са крста.

## Данас
У тексту Девика и Варгезе из 2010. примјетили су да су Хришћани апостола Томе тренутно значајна мањина, као и да имају снажно присуство у свим областима Керале.

### Социоекономски статус
Иако су Хришћани апостола Томе морали да угрозе своје друштвене и религијске привилегије послије португалског потчињавања, поново су почели да уздижу као моћна заједница од 19. вијека па надаље. Играли су пионирску улогу у многим сферама као што су банкарство, трговина, готовински усјеви, штампани медији, филмска индустрија итд. Око 2003, међу Хришћанима апостола Томе, 17,4% одрасле популације је било самозапослено — што је статистички највећа стопа међу свим заједницама у Керали. Хришћани апостола Томе налазе се испред свих осталих у погледу власништва над земљом по глави становника, при чему многи од њих посједују велика имања. Са промјенљивим условима, прешли су са узгајања пиринча и кокоса на плантаже и трговину каучуком, зачинима и профитним усјевима. Такође, заузимају истакнуту улогу у образовним институцијама Керале и широм Индије. Образовна достигнућа заједница помогла су њеним чланова да остваре добар дио послова у централној и државној влади. Влада Керале је 2024. је својом законодавном тијелу представила мудар рачун запослених у влади. Према подацима, од тадашњих укупно 545.423 државних службеника, 73.713 били су из напредних хришћанских заједница, односно Хришћани апостола Томе, што чини 13,5% укупних државних службеника. Са својим нивоом образовања и ограниченим могућностима запошљавања у Керали, постали су заједница са највећом стопо исељавања. Њихове дознаке из иностранства такође су помогле социоекономском напретку заједнице. Према анкети о миграцијама у Керали из 1998. коју је спровео Центар за развојне студије Керале, Хришћани апостола Томе су на врху испред других заједница у погледу индекса социоекономског развоја који се заснива на параметрима као што су посједовање земље, становања и трајних добара, образовање и радни статус.

### Демографија
Захарије примјећује да је 20. вијек био период значајне транзиције за Хришћане апостола Томе у смислу њиховог демографског и социоекономског статуса. Ооко 1900. заједница је била концентрисана у неколико области, била је географски статична и „… карактерисала је веома висока стопа смртности, веома висока стопа наталитета, веома рано доба ступања у брак и 10. до 12 дјеце по удатој жени.” Становништво се током претходног вијека повећало 8 пута, са основне бројке од око 100.000, од чега су скоро 50% чинила дјеца. Ипак, раст популације Хришћана апостола Томе драстично се смањио након 1960-их, са најнижом стопом наталитета, највишом старосном доби уласка у брак, највишом стопом планирања породице и најнижом стопом плодности у поређењу са другим заједницама у Керали. Удио дјеце се смањио на мање од 25%. Апсолутна и релативна величина заједнице је у опадајућем тренду и приближава се режиму нултог раста становништва.
Од 2001, у Керали, више од 85% популације Хришћана апостола Томе живјело је у седам јужних округа државе — Колам, Патанамтита, Алапужа, Котајам, Идуки, Ернакулам и Трисур. Такође, мигрирали су у друге градове у Индији, као што су Удагамандалам, Мангалор, Бангалор, Ченај, Пуна, Делхи, Мумбај, Коимбатор, Хајдерабад и Колката. Миграција је нагло порасла у период након стицања независности, а главна одредишта била су Сједињене Државе, Канада, западна Европа, Аустралија и Блиски исток. Према грубој процјени, 20—25% Хришћана апостола Томе живи изван Керале.

## Статус касте
Упркос секташким разликама, Хришћани апостола Томе дијеле заједнички друштвени статус унутар кастинског система Керале и сматрају се заједницом горње касте.
У историјским краљевинама Керале, попут оних у Кочину и Траванкору, Хришћанима апостола Томе су додјељене кастинске привилегије које су их стављале на исти ниво као хиндуси горње касте. Антрополог Л. К. Анантакришна Ијер је записао да су им дате привилегије поред оних које су дате групама као што су Наири, као што је право да имају ограђене просторе испред својих кућа (право обично дато само браманима) и да су стављени „готово у ранг са суверенима”. Слиједили су иста правила касте и „загађења” као и хиндуси, а понекад су сматрани неутрализаторима „загађења”. Декрет ИИ Дјеловања IX Дијамперског синода који је наметнула португалска инквизиција 1599. забранио је праксу недодирљивости међу Хришћанима апостола Томе, осим у практичним околности када је то законски прописано и када је било неопходно да се обезбиједи друштвени контакт са варна хиндусима.
Имају тенденцију да буду ендогамни и мају тенденцију да се не мијешају чак ни са другим хришћанским групама. Унутрашња подјела Хришћана апостола Томе на Сјеверњаке и Јужњаке, као и на бројне секте засноване на црквеној оријентацији, чини образац сегментације изузетно сложеним. Форестер указује да подјела Сјеверњаци—Јужњаци образује двије групе унутар заједнице Хришћана апостола Томе које су блиско аналогне подкастама.

## Хришћанске конвенције
Марамонска конвенција је једно од највећих хришћанских окупљања у Азији. Још једна велика конвенција у Керали је годишња Средишња таванкорска конвенција која се одржава у Катедрали Светог Стефана Маланкарске православне сиријске цркве у Макамкунуу.
Једна од највећих конвенција Маланкарске православна сиријске цркве је Калупарска православна конвенција. Одржава се пјешчаним обалама ријеке Манимала у Коитоту са преко 5000 учесника. Ранијска православна конвенција је годишњи конгрес Маланкарске православне сиријске цркве.
Малапијска православна сиријска конвенција Маланкарске православне сиријске цркве је годишња конвенција у Малапију у Патанамтиту.
Тривандрумска православна конвенција је годишњи конгрес који организује Тривандрумска православна епархија.° Конвенција се одржава и у цркви Свете Тројице у Улуру од 1988. године.